# Bilan saison par saison du KRC Gand
Cette page présente les résultats saison par saison du KRC Gand, une équipe de football belge. Le club a disputé 95 saisons dans les divisions nationales belges, auxquelles il accèdes pour la première fois en 1899.

## Tableau de résultats
| Ordre | Saison  | Nom du club                       | Niveau                     | Classement final | Remarques |
| ----- | ------- | --------------------------------- | -------------------------- | ---------------- | --------- |
| 1     | 1898-99 | AC Gantois Sport Pédestre Gantois | Division 1 groupe Flandres | 3e/4 4e/4        |           |

À la fin de la saison, ces deux clubs et le FC Gantois fusionnent pour donner naissance au RC Gand.
| Ordre                     | Saison  | Nom du club         | Niveau                         | Classement final | Remarques                            |
| ------------------------- | ------- | ------------------- | ------------------------------ | ---------------- | ------------------------------------ |
| 1                         | 1899-00 | RC Gand             | Division 1 groupe Flandres     | 3e/4             |                                      |
| séries régionales         |         |                     |                                |                  |                                      |
| 2                         | 1908-09 | RC Gand             | Division d'Honneur             | 12e/12           | Relégué                              |
| 3                         | 1909-10 | RC Gand             | Promotion (D2)                 | 9e/11            |                                      |
| 4                         | 1910-11 | RC Gand             | Promotion (D2)                 | 1er/12           | Champion après test-match            |
| 5                         | 1911-12 | RC Gand             | Division d'Honneur             | 7e/12            |                                      |
| 6                         | 1912-13 | RC Gand             | Division d'Honneur             | 8e/12            |                                      |
| 7                         | 1913-14 | RC Gand             | Division d'Honneur             | 8e/12            |                                      |
| Compétitions interrompues |         |                     |                                |                  |                                      |
| 8                         | 1919-20 | RC Gand             | Division d'Honneur             | 7e/12            |                                      |
| 9                         | 1920-21 | RC Gand             | Division d'Honneur             | 8e/12            |                                      |
| 10                        | 1921-22 | RC Gand             | Division d'Honneur             | 13e/14           | Relégué                              |
| 11                        | 1922-23 | RC Gand             | Promotion (D2)                 | 2e/14            | Promu                                |
| 12                        | 1923-24 | RC Gand             | Division d'Honneur             | 6e/14            |                                      |
| 13                        | 1924-25 | RC Gand             | Division d'Honneur             | 5e/14            |                                      |
| 14                        | 1925-26 | RC Gand             | Division d'Honneur             | 11e/14           |                                      |
| 15                        | 1926-27 | R. RC Gand          | Division d'Honneur             | 7e/14            |                                      |
| 16                        | 1927-28 | R. RC Gand          | Division d'Honneur             | 9e/14            |                                      |
| 17                        | 1928-29 | R. RC Gand          | Division d'Honneur             | 7e/14            |                                      |
| 18                        | 1929-30 | R. RC Gand          | Division d'Honneur             | 14e/14           | Relégué                              |
| 19                        | 1930-31 | R. RC Gand          | Division 1 (D2)                | 1er/14           | Champion et promu                    |
| 20                        | 1931-32 | R. RC Gand          | Division d'Honneur             | 8e/14            |                                      |
| 21                        | 1932-33 | R. RC Gand          | Division d'Honneur             | 12e/14           |                                      |
| 22                        | 1933-34 | R. RC Gand          | Division d'Honneur             | 10e/14           |                                      |
| 23                        | 1934-35 | R. RC Gand          | Division d'Honneur             | 13e/14           | Relégué                              |
| 24                        | 1935-36 | R. RC Gand          | Division 1 (D2) série A        | 3e/14            |                                      |
| 25                        | 1936-37 | R. RC Gand          | Division 1 (D2) série B        | 11e/14           |                                      |
| 26                        | 1937-38 | R. RC Gand          | Division 1 (D2) série B        | 13e/14           | Relégué                              |
| 27                        | 1938-39 | R. RC Gand          | Promotion (D3) série B         | 2e/14            | [ saisons 2 ]                        |
| Compétitions interrompues |         |                     |                                |                  |                                      |
| 28                        | 1941-42 | R. RC Gand          | Promotion (D3) série A         | 9e/11            |                                      |
| 29                        | 1942-43 | R. RC Gand          | Promotion (D3) série D         | 3e/15            |                                      |
| 30                        | 1943-44 | R. RC Gand          | Promotion (D3) série A         | 11e/14           |                                      |
| Compétitions interrompues |         |                     |                                |                  |                                      |
| 31                        | 1945-46 | R. RC Gand          | Promotion (D3) série A         | 5e/18            |                                      |
| 32                        | 1946-47 | R. RC Gand          | Promotion (D3) série D         | 8e/17            |                                      |
| 33                        | 1947-48 | R. RC Gand          | Promotion (D3) série A         | 10e/16           |                                      |
| 34                        | 1948-49 | R. RC Gand          | Promotion (D3) série B         | 2e/16            | [ saisons 3 ]                        |
| 35                        | 1949-50 | R. RC Gand          | Promotion (D3) série A         | 3e/16            |                                      |
| 36                        | 1950-51 | R. RC Gand          | Promotion (D3) série B         | 1er/16           | Champion et promu                    |
| 37                        | 1951-52 | R. RC Gand          | Division 1(D2) série A         | 1er/16           | Champion et promu                    |
| 38                        | 1952-53 | R. RC Gand          | Division 1                     | 15e/16           | Relégué                              |
| 39                        | 1953-54 | R. RC Gand          | Division 2                     | 6e/16            |                                      |
| 40                        | 1954-55 | R. RC Gand          | Division 2                     | 16e/16           | Relégué                              |
| 41                        | 1955-56 | R. RC Gand          | Division 3 série A             | 14e/16           |                                      |
| 42                        | 1956-57 | R. RC Gand          | Division 3 série B             | 6e/16            |                                      |
| 43                        | 1957-58 | R. RC Gand          | Division 3 série A             | 11e/16           |                                      |
| 44                        | 1958-59 | R. RC Gand          | Division 3 série B             | 11e/16           |                                      |
| 45                        | 1959-60 | R. RC Gand          | Division 3 série A             | 13e/16           |                                      |
| 46                        | 1960-61 | R. RC Gand          | Division 3 série A             | 9e/16            |                                      |
| 47                        | 1961-62 | R. RC Gand          | Division 3 série A             | 12e/16           |                                      |
| 48                        | 1962-63 | R. RC Gand          | Division 3 série A             | 13e/16           |                                      |
| 49                        | 1963-64 | R. RC Gand          | Division 3 série B             | 4e/16            |                                      |
| 50                        | 1964-65 | R. RC Gand          | Division 3 série A             | 15e/16           | [ saisons 4 ]                        |
| 51                        | 1965-66 | R. RC Gand          | Division 3 série B             | 14e/16           |                                      |
| 52                        | 1966-67 | R. RC Gand          | Division 3 série A             | 12e/16           |                                      |
| 53                        | 1967-68 | R. RC Gand          | Division 3 série B             | 13e/16           |                                      |
| 54                        | 1968-69 | R. RC Gand          | Division 3 série B             | 16e/16           | Relégué                              |
| 55                        | 1969-70 | R. RC Gent          | Promotion série C              | 12e/16           |                                      |
| 56                        | 1970-71 | R. RC Gent          | Promotion série D              | 3e/16            |                                      |
| 57                        | 1971-72 | R. RC Gent          | Promotion série D              | 2e/16            | Promu après barrages                 |
| 58                        | 1972-73 | R. RC Gent          | Division 3 série B             | 16e/16           | Relégué                              |
| 59                        | 1973-74 | R. RC Gent          | Promotion série C              | 5e/16            |                                      |
| 60                        | 1974-75 | R. RC Gent          | Promotion série A              | 4e/16            |                                      |
| 61                        | 1975-76 | R. RC Gent          | Promotion série A              | 5e/16            |                                      |
| 62                        | 1976-77 | R. RC Gent          | Promotion série B              | 8e/16            |                                      |
| 63                        | 1977-78 | R. RC Gent          | Promotion série C              | 5e/16            |                                      |
| 64                        | 1978-79 | R. RC Gent          | Promotion série B              | 12e/16           |                                      |
| 65                        | 1979-80 | R. RC Gent          | Promotion série A              | 9e/16            |                                      |
| 66                        | 1980-81 | R. RC Gent          | Promotion série A              | 16e/16           | Relégué                              |
| séries provinciales       |         |                     |                                |                  |                                      |
| 67                        | 1986-87 | R. RC Gent          | Promotion série A              | 15e/16           | Relégué                              |
| séries provinciales       |         |                     |                                |                  |                                      |
| 68                        | 1988-89 | R. RC Heirnis-Gent  | Promotion série A              | 8e/16            |                                      |
| 69                        | 1989-90 | R. RC Heirnis-Gent  | Promotion série A              | 5e/16            |                                      |
| 70                        | 1990-91 | R. RC Heirnis-Gent  | Promotion série A              | 3e/16            |                                      |
| 71                        | 1991-92 | R. RC Heirnis-Gent  | Promotion série A              | 5e/16            |                                      |
| 72                        | 1992-93 | R. RC Heirnis-Gent  | Promotion série A              | 3e/16            |                                      |
| 73                        | 1993-94 | R. RC Heirnis-Gent  | Promotion série A              | 1er/16           | Champion et promu                    |
| 74                        | 1994-95 | R. RC Heirnis-Gent  | Division 3 série A             | 13e/16           |                                      |
| 75                        | 1995-96 | R. RC Heirnis-Gent  | Division 3 série A             | 8e/16            |                                      |
| 76                        | 1996-97 | R. RC Heirnis-Gent  | Division 3 série A             | 9e/16            |                                      |
| 77                        | 1997-98 | R. RC Heirnis-Gent  | Division 3 série A             | 12e/16           |                                      |
| 78                        | 1998-99 | R. RC Heirnis-Gent  | Division 3 série A             | 5e/16            | Tour final                           |
| 79                        | 1999-00 | R. RC Gent          | Division 3 série A             | 12e/16           |                                      |
| 80                        | 2000-01 | R. RC Gent-Zeehaven | Division 3 série A             | 11e/16           |                                      |
| 81                        | 2001-02 | R. RC Gent-Zeehaven | Division 3 série A             | 11e/16           |                                      |
| 82                        | 2002-03 | K. RC Gent-Zeehaven | Division 3 série A             | 15e/16           | Relégué                              |
| 83                        | 2003-04 | K. RC Gent-Zeehaven | Promotion série A              | 2e/16            | Tour final                           |
| 84                        | 2004-05 | K. RC Gent-Zeehaven | Promotion série A              | 4e/16            |                                      |
| 85                        | 2005-06 | K. RC Gent-Zeehaven | Promotion série A              | 8e/16            |                                      |
| 86                        | 2006-07 | K. RC Gent-Zeehaven | Promotion série A              | 6e/16            | Tour final                           |
| 87                        | 2007-08 | K. RC Gent-Zeehaven | Promotion série B              | 1er/16           | Champion et promu                    |
| 88                        | 2008-09 | K. RC Gent-Zeehaven | Division 3 série A             | 16e/16           | Relégué                              |
| 89                        | 2009-10 | K. RC Gent-Zeehaven | Promotion série A              | 4e/16            | Tour final                           |
| 90                        | 2010-11 | K. RC Gent-Zeehaven | Promotion série A              | 5e/16            |                                      |
| 91                        | 2011-12 | K. RC Gent-Zeehaven | Promotion série A              | 7e/16            |                                      |
| 92                        | 2012-13 | K. RC Gent-Zeehaven | Promotion série A              | 1er/16           | Champion et promu                    |
| 93                        | 2013-14 | R. RC Gent-Zeehaven | Division 3 série A             | 8e/18            |                                      |
| 94                        | 2014-15 | R. RC Gent-Zeehaven | Division 3 série A             | 10e/18           |                                      |
| 95                        | 2015-16 | R. RC Gent-Zeehaven | Division 3 série A             | 13e/18           | Relégué                              |
| 96                        | 2016-17 | R. RC Gent          | Division 2 Amateur VFV série A | 8e/16            | Tour final                           |
| 97                        | 2017-18 | R. RC Gent          | Division 2 Amateur VFV série A | 10e/16           |                                      |
| 98                        | 2018-19 | R. RC Gent          | Division 2 Amateur VFV série A | 4e/16            | Tour final                           |
| 99                        | 2019-20 | R. RC Gent          | Division 2 Amateur VFV série A | 5e/16            |                                      |
| 100                       | 2020-21 | R. RC Gent          | Nationale 2 VV série A         | N/A              | saison annulée en raison du Covid-19 |
| 101                       | 2021-22 | R. RC Gent          | Nationale 2 VV série A         | 11e/16           |                                      |
| 102                       | 2022-23 | R. RC Gent          | Nationale 2 VV série A         | 5e/18            |                                      |
| 103                       | 2023-24 | R. RC Gent          | Nationale 2 VV série A         | 12e/18           |                                      |
| 104                       | 2024-25 | R. RC Gent          | Nationale 2 VV série A         | ... /18          |                                      |

## Bilan
Statistiques mises à jour le 9 décembre 2024 (terme de la saison 2023-2024)
| Niv | Divisions     | Jouées | Titres | TM Up | TM Down |
| --- | ------------- | ------ | ------ | ----- | ------- |
| I   | 1re nationale | 20     | 0      |       |         |
| II  | 2e nationale  | 10     | 2      |       |         |
| III | 3e nationale  | 38     | 1      | 1     |         |
| IV  | 4e nationale  | 35     | 3      | 4     |         |
| V   | 5e nationale  | 0      | 0      |       |         |
|     |               |        |        |       |         |
|     | TOTAUX        | 103    | 6      | 5     | 0       |

- TM Up : test-match pour départager des égalités, ou toutes formes de Barrages ou de Tour final pour une montée éventuelle.
- TM Down : test-match pour départager des égalités, ou toutes formes de Barrages ou de Tour final pour le maintien.